# غنامبو مورو
غنامبو مورو هي قرية تقع في جزيرة أنجوان في جزر القمر. بلغ عدد سكانها 1,477 نسمة حسب إحصاء عام 1991. و2,601 في تقدير عام 2009.